# Fatima Gailani
Fatima Gailani (em pastó: فاطمه گیلانی; nascida em Cabul em 1954) é uma líder política afegã e ativista pelos direitos das mulheres, que anteriormente atuou como presidente da Sociedade do Crescente Vermelho Afegão. Ela foi reconhecida como uma das 100 mulheres de 2021 da BBC.

## Vida pregressa
Fatima Gailani é filha de Ahmed Gailani, o fundador da Frente Nacional Islâmica do Afeganistão (NIFA), que lutou contra os soviéticos na Guerra Soviético-Afegã. Ela se formou no ensino médio no Centre d'Enseignement Français, no Afeganistão. Ela então obteve um mestrado em literatura persa pela Universidade Nacional do Irã e um diploma em estudos islâmicos pelo Muslim College, em Londres.

## Atuação política
Enquanto estava exilada em Londres, durante a década de 1980, ela atuou como porta-voz do Partido NIFA no Ocidente.
Depois que o Talibã assumiu o controle do Afeganistão em 1996, ela convenceu Muhammad Sayyid Tantawy, o Grande Imã de al-Azhar, a emitir uma fatwa condenando a proibição do Talibã à educação de meninas. Depois que o regime Talibã caiu em 2001, ela voltou ao Afeganistão como delegada na loya jirga de 2002 e depois para participar da redação de uma nova constituição.
De 2005 a 2016, ela atuou como presidente da Sociedade do Crescente Vermelho Afegão. Em 2017, ela atuou como presidente da Conferência da Cruz Vermelha.
Durante o processo de paz afegão, após 2018, ela atuou como membro da equipe de negociação do governo afegão. Enquanto se recuperava de um câncer, ela foi uma das quatro mulheres a participar de conversas com o Talibã em Doha, no Catar, em 2020.
Após a queda de Cabul em agosto de 2021, ela afirmou que a equipe de negociação estava perto de um acordo de paz "e então opa, o presidente desapareceu. Pelo amor de Deus."

## Reconhecimento
Ela foi reconhecida como uma das 100 mulheres de 2021 da BBC.